# Partido Patriótico Nacional
El Partido Patriótico Nacional fue un partido derechista y nacionalista costarricense.
Caracterizado por su postura anticomunista, antiinmigración y, especialmente, anti-nicaragüenses. Su candidato a presidente y diputado por el primer lugar de San José en el 2002 fue el ingeniero y empresario Daniel Reynolds, quien también patrocinaba un programa en canal 42 donde con frecuencia fustigaba contra la inmigración nicaragüense. Reynolds obtuvo 1,680 votos (0.1%). Se le acusaba de tendencias xenofóbicas y anticomunistas, también se oponía a los impuestos y tenía posturas conservadoras en temas sociales. En el 2006 le dio la adhesión a la iniciativa de coalición impulsada por José Miguel Corrales Bolaños llamada Gran Alianza Nacional (GANA) que finalmente no se logró. Se disolvió el 22 de febrero de 2007